# Tusculanes
Les Tusculanes (En llatí: Tusculanae Quaestiones o Tusculanae Disputationes) són una seguit de cinc conferències escrites per Marc Tuli Ciceró que tracten temes de la filosofia estoica en un intent per popularitzar-la. Els temes són els següents: 1) El savi no tem la mort; 2) El savi no tem el patiment; 3) El savi és inaccessible a les penes; 4) el savi és inaccessible a les passions; 5) la saviesa és suficient per ser feliç. Els diversos tractats van ser escrits al voltant de l'any 45 a.C., quan l'assassinat de Cèsar encara no s'havia produït.
El títol Tusculanae Disputationes no indica el contingut de l'obra sinó la situació en què va ser escrita. Ciceró va compondre aquesta obra en la seva vil·la de Túsculum, prop de l'actual ciutat de Frascati, després d'haver acabat d'escriure De finibus. A l'epístola de Ad Aticum Ciceró anuncia a Àtic que ha acabat la seva última obra i li prega que li enviï els tractats de Dicearc de Messana (περὶ ψυχῆς), ja que els necessitava pel que es creu que havia de ser la preparació de les Tusculanae Disputationes.
Ciceró ens planteja aquestes conferències com discursos que abans de ser redactats van ser pronunciats de manera oral. Així doncs els texts que en conservem són un recopilatori de les conferències dedicat a Brutus.
Les Tusculanes figuren entre els escrits més famosos de Ciceró en qüestions de moral pràctica.

## Context en la trajectòria de l'autor

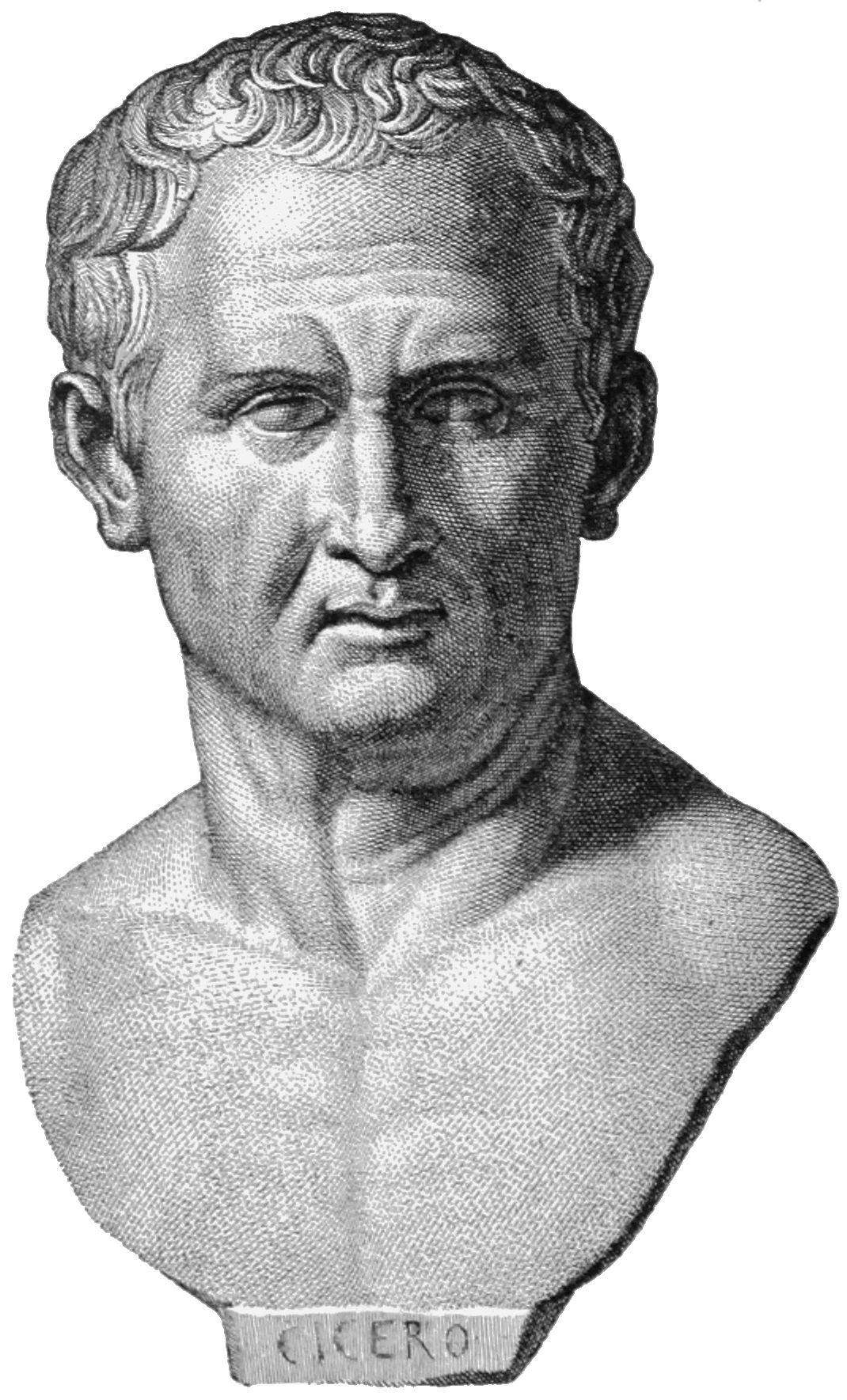
Bust de Ciceró

La cronologia de les Tusculanes és molt clara, sabem que es va escriure l'any 45 a.C. un dels períodes més prolífics de Ciceró, ja que es va retirar a la composició d'obres literàries després de les derrotes de Pompeu a Farsàlia l'any 48 a.C. i la derrota dels partidaris de Pompeu a Munda l'any 45 a.C., cosa que deixava clar que el partit republicà, del qual Ciceró era simpatitzant, perdria la guerra civil. Un altre motiu d'aquest retir va ser la mort de la seva filla Tulia l'any 45 a.C. a qui sabem que li va dedicar una consolatio perduda. Durant aquest període Ciceró creà obres de la major qualitat, aquestes són Hortensius, De finibus bonorum et malorum, De divinatione, De natura deorum, De finibus, Tusculanae Disputationes. Sabem que les Tusculanes van ser compostes entre el 20 de juliol i el 5 d'agost de l'any 45 a causa de diferents referències a les Tusculanes que trobem en altres obres de Ciceró o bé, ja que ell mateix cita obres que ja havia escrit aquest seria el cas del De Finibus.

## Tema, Contingut i Resum
Les Tusculanes estan estructurades en un seguit de cinc llibres: 
1. De morte contemnenda (liber I)
2. De dolore tolerando (liber II)
3. De animi aegritudine lenienda (liber III)
4. De aliis animi perturbationibus (liber IV)
5. De virtute, beatae vitae tutrice (liber V)

### De morte contemnenda
En aquest llibre Ciceró ofereix, en gran part, arguments platonistes per a la immortalitat de l'ànima, i la seva ascensió a les regions celestes. Ignora els mites ombrívols relatius al submón grec. Però fins i tot si la mort es considera com l'extinció total del sentit i el sentiment, Ciceró encara nega que es consideri un mal. Ho il·lustra amb el destí de molts personatges històrics que, amb una mort anterior, haurien evitat els mals de la vida .
- Motius pels quals discutir temes filosòfics en llatí.
- L'art i la poesia floreixen a Roma en un període més tard en comparació amb Grècia.
- Planificació de les Tusculanes.
- Proposta del tema del primer dia sobre si la mort és un mal.
- Les històries sobre el món de la ultratomba són fictícies.
- La mort no és miserable.
- La mort no és malèfica.
- Diverses teories sobre la naturalesa de l'ànima i sobre la seva destinació quan el cos es mor.
- El cinquè element aristotèlic que constitueix l'ànima.
- Les teories de la anima inconscients i conscients.
- La creença dels ancestres en l'immortalitzat comprovada pels rituals commemoratius als sepulcres.
- El sentit comú de la humanitat és el de la naturalesa.
- Consciencia instintiva de l'immortalitzat.
- Els homes desitgen ser afalagats després de la mort, ja que esperen poder-los gaudir.
- Nocions absurdes sobre les ombres dels morts.
- Les ànimes creixen cap amunt quan abandonen el cos.
- Descripció del trajecte de l'ànima.
- La percepció és una habilitat no dels òrgans dels sentits sinó de l'ànima.
- Absurditat de la filosofia la qual nega l'existència continua de l'ànima.
- Dificultat de discernir la vida en l'ànima quan està desencarnada.
- L'argument de Plató del futur de l'ànima a partir del seu passat.
- Suposades reminiscències d'una existència prèvia.
- Els poders de l'ànima són la prova de la seva immortalitat.
- Poesia, eloqüència i filosofia són inspirades pels déus la qual cosa demostra una vida divina i immortal.
- Una cita de la Consolatio de Ciceró, sobre l'origen diví de l'ànima.
- La grandesa de l'anima testimoniada per la seva capacitat de contemplar l'univers.
- El que Sòcrates digué al morir sobre el destí de les ànimes.
- La vida fora del cos és l'única vertadera.
- Objeccions a la immortalitat. L'ànima hereta les qualitats dels seus pares i, per tant, comença a ser, i tot el que comença a ser ha de deixar de ser. També és responsable de malalties i, per tant, mortals.
- Herència negada. La malaltia pertany al cos no a l'ànima.
- Malgrat la mort fos el final de la vida no seria malvat.
- Exemples d'on la mort hauria estat preferible a la vida.
- Si la mort fos el final de la vida no hi ha implícit cap sentit de voluntat.
- Exemples d'on la mort s'ha vist confrontada.
- El savi tindrà planejada l'eternitat, existeixi o no.
- No tenim cap pretensió de continuar la vida més enllà de la mort.
- El concepte de mort mostrat per Teràmenes d'Atenes.
- Paraules de Sòcrates moribund citades del Fedó.
- Coratge dels espartans quan veuen la mort propera.
- Exemples de menyspreu a la mort per part dels filòsofs.
- Supersticions sobre el patiment després de la mort si el cos roman insepult.
- Diverses maneres d'enterrar a un mort.
- La mort en la prosperitat ha de ser desitjada no temuda.
- Exemples de com la mort atorgada per part dels déus ha estat una benedicció.
- Exemples en què la mort s'ha buscat i agraït.
- Com s'ha d'esperar i conèixer la mort

### De dolore tolerando
En aquest llibre Ciceró argumenta que els seus patiments poden ser superats, no per l'ús de les màximes epicúries, però amb tenacitat i paciència; censura a aquells filòsofs que han representat dolor massa vivament i recela d'aquells poetes que han descrit als seus herois com persones que cedeixen sense resistència a la seva influència.
- Fonaments pels quals es desconfia de la filosofia o es menysprea.
- Desig d'ésser original en comptes de dependre dels grecs.
- Inutilitat dels tractats epicuris.
- La veritable tasca de la filosofia.
- Tesis per a discutir: El dolor és el més gran de tots els mals.
- Filòsofs que tenen renom en aquest camp.
- Inconsistència d'Epicur.
- Lamentació d'Hèracles en el mont Eta de Les dones de Traquis de Sòfocles.
- Lamentació de Prometeu en el Caucas de Prometeu encadenat d'Èsquil.
- Les nocions errònies promogudes pels poetes que Plató exclou en el model de govern ideal.
- Si la desgràcia és pitjor que el dolor, això ja posa el dolor en un segon pla.
- Dolor sotmès per coratge i paciència.
- Semblances i diferències entre el treball i el dolor.
- Resistència desenvolupada pels militars.
- Exemples de resistència en atletes, caçadors i gladiadors.
- El dolor segons Epicur.
- La virtut, personificada, té mes en compte el dolor moral.
- Què significa l'autocontrol.
- Exemples de resistència valenta.
- Fins a quin punt el dolor pot tenir expressió.
- La forta manifestació de patiment no digne d'un home.
- Exemples contrastats d'això així com d'oposats.
- El poder de l'honor.
- Com s'ha de reforçar la capacitat de resistir el dolor.

### De animi perturbationibus
En aquest llibre Ciceró tracta com alleugerir dolor. Després d'haver-se produït, hem de recordar que el dol no ens pot ajudar, i que les desgràcies no ens ocorren tan sols a nosaltres mateixos, sinó que són comunes a totes les persones.
- Errors en la vida familiar i alimentació.
- Els trastorns de l'ànima són més nombrosos i nocius que els del cos.
- Tema per a la discussió: El savi és responsable de la pena.
- Distinció entre la bogeria i la follia (en un pla mèdic).
- La pena no es redueix s'extirpa.
- L'home savi és incapaç de plànyer-se.
- Les virtuts, considerades separades i col·lectives, són incompatibles amb el dolor.
- L'home savi mai no està enfadat.
- L'home savi no sent ni compassió ni enveja.
- La falsa opinió, la causa del dolor i de totes les altres pertorbacions de la ment. Pertorbacions classificades.
- Desvergonyiment del dolor.
- Dolor, el més sever i menys tolerable de les pertorbacions.
- Premeditació sobre possibles desgràcies, un remei per a la pena.
- Opinió d'Epicur sobre aquest punt.
- El seu remei de cridar els pensaments fora de la pena és impossible.
- Imaginada una  protesta d'un dels antics filòsofs contra la doctrina epicúria pel que fa al dolor.
- La teoria d'Epicur pel que fa al plaer, que consisteix en la gratificació dels sentits.
- Aquesta teoria s'aplica a l'assossec de la pena sota una gran calamitat.
- Epicur es contradiu a si mateix.
- La teoria del plaer de Ciceró, dràsticament oposada a la de Epicur.
- L'opinió de l'escola cirenàica, aquest dolor li deu la seva intensitat a la seva sobrietat.
- Fins a quin punt això és cert. Eficàcia de l'exemple donant alleugeriment en la tristesa.
- En alguns aspectes el dolor augmenta en comptes de disminuir-ne la seva intensitat.
- Dolor millorat per la creença que sota certes circumstàncies és adequat i correcte.
- El dolor en molts casos s'assumeix voluntàriament i en alguns casos també es ajornat.
- No hi ha una necessitat real per a això.
- Motius pels quals penem.
- Aquesta pena es retira amb el temps..
- La doctrina de la peripatètica diu que allò òptim és el que es troba entre els dos exemples.
- Com administrar el consol.
- Hi ha maneres diferents per a cada tipus de persona.
- La filosofia ofereix una cura completa i absoluta pel dolor.

### De aliis animi perturbationibus
En aquest llibre Ciceró parla sobre les passions i mals que hom considera com a malalties de l'ànima, les classifica i les defineix i en dona una manera per curar-les o paliar-les.
- La filosofia pitagòrica a la Magna Grècia.
- Vestigis d'aquesta en la història romana, institucions i costums.
- L'estudi de la filosofia a Roma.
- Tema per a la discussió: Si el savi és responsable de pertorbacions de la ment.
- L'ànima dividida pels antics en la part que posseeix raó i aquella que li’n manca.
- La pertorbació es defineix com "una commoció de la ment contrària a la raó".
- Les pertorbacions són la conseqüència de falses opinions.
- Definició de diverses formes de por i dolor.
- Definició de les fases del plaer i el desig desordenat.
- Malalties i malalties de l'ànima, produïdes a causa de les pertorbacions.
- Els disgustos que són els oposats d'aquestes malalties i malalties.
- Diferència entre pertorbacions ocasionals i habituals.
- Analogia entre les imperfeccions de la ment i les del cos.
- Els cossos sans poden ser atacats per les malalties, les ments saludables no poden ser atacades per malalties.
- Virtut, l'única cura per a la ment malalta.
- Totes les pertorbacions, ja siguin doloroses o alegres, son en la seva naturalesa pernicioses.
- La llibertat de les pertorbacions fa feliç la vida.
- Moderació en el que no només és malvat, sinó també perillós.
- Els motius pels quals l'enuig i el desig excessiu es recomanen.
- Els motius pels quals es justifica el dolor amb moderació.
- La ira no és necessària.
- La ira difereix de la bogeria.
- Es defineix el concepte de valor.
- El desig excessiu mai no és bo.
- Tampoc ho és l'emulació, la detracció o la compassió.
- Tractament curatiu de les pertorbacions.
- La millor cura és la creença que són cruels en la seva pròpia naturalesa.
- El mal del desig excessiu no es redueix pel valor del objecte.
- La por ha de ser impedida o subjecta pel menyspreu als seus objectes.
- Totes les pertorbacions són qüestions d'opinió, voluntàries, sota el nostre propi control.
- Amor, tractat amb indulgència pels poetes.
- Amor, tractat amb indulgència per alguns filòsofs.
- Amor platònic irreal i absurd.
- La cura de l'amor.
- Els fills d'Atreu citats com a casos d'ira implacable.
- Les pertorbacions de la ment sempre són el resultat de l'error de creença o del judici.
- Per tant, curable per la filosofia.

### De virtute, beatae vitae tutrice
Ciceró intenta demostrar en aquest llibre que tan sols la virtud és suficient per aconseguir la felicitat. Aquí coincideix en gran manera amb la filosofia estoica.
- Virtut, sempre superior a la fortuna.
- Filosofia invocada com l'única guia segura i l'alegria suprema de la vida.
- La saviesa incommensurablement més antiga que el seu nom, "Filosofia".
- Origen d'aquest nom.
- Tema a discutir: Si la virtut és suficient per a una vida feliç.
- La virtut fa que l'home sigui feliç alliberant-lo de pertorbacions de tota classe.
- Mètodes de discussió emprades pels estoics.
- La virtut és l'únic bé?
- Teofrast d'Eresos sosté que les desgràcies i les desgràcies poden fer que la vida sigui miserable.
- La felicitat implica l'absència del mal i, per tant, no hi ha realitat del que se sol anomenar mals.
- Ciceró explica la seva aparent manca d'auto consistència.
- Sòcrates citat, tal com va indicar Plató, com a identificació de la felicitat amb la virtut.
- L'ànima dissenyada i adaptada per a la perfecció.
- La felicitat ha de ser necessàriament inexpugnable.
- El que no és correcte no pot ser bo.
- Els objectes, especials o preferibles, però no bons, reconeguts pels estoics.
- Si el vici produeix misèria, la virtut, ha de produir necessàriament la felicitat, el contrari de la misèria.
- Si la virtut no produeixi la vida més feliç possible, el valor de la virtut es desacredita.
- Gai Leli contrestat amb Cinna; Catul, amb Mari.
- La misèria de Dionís, de Siracusa.
- La història de Dàmocles.
- La història de Damon i Fínties.
- Dionís i Arquímedes comparats.
- Felicitat de l'home savi en l'estudi i la contemplació de la natura.
- Els fruits de la saviesa en el seu caràcter.
- Epicur, encara que il·lògicament, sosté que l'home savi sempre està content.
- Exemples en les quals es suporta alegrement.
- Una vida feliç pot suportar la prova més severa de tortures i patiments.
- Reticència dels peripatètics en aquesta qüestió.
- Diverses opinions sobre el bé suprem.
- Si són auto consistents, els Peripatètics han d'admetre que el virtuós sol és feliç.
- Vida senzilla elogiada. Exemples d'austeritat.
- Els plaers classificats per Epicur. La seva regla per estimar els plaers i els dolors.
- Temperança és el mitjà del màxim gaudi, pel que fa als aliments.
- La golafreria. La pobresa no té cap mal.
- La manca de popularitat no ha de ser temuda.
- Tampoc és un mal terrible ser exiliat immerescudament.
- La ceguesa no interfereix amb la felicitat de l'home savi.
- La ceguesa de Diodot, Asclepíades, Demòcrit, Homer.
- Sordesa no destructiva de la felicitat.
- Els estoics i els peripatètics van acordar substancialment la relació de la virtut amb la felicitat.

## Estil
En un principi es pot creure que les Tusculanes és una obra mal escrita a causa de l'aparent inconnexió de les diverses tesis que ens presenta l'autor. Tanmateix si mirem amb més detalls les Tusculanes podem veure com en realitat Ciceró va utilitzar les seves tècniques com advocat i la seva habilitat en oratòria per ordir un desenvolupament enginyós.
Hi ha dos trets que componen l'oratòria Ciceroniana; la primera disposició dels arguments per tal que després puguin ser debatuts amb facilitat, així doncs trobem molts passatges on l'autor es refereix a la seva argumentació anterior. En seguir una estructura retòrica l'autor s'esforça més en el discurs d'obertura (principium) i amb el discurs de clausura (peroratio). Així doncs els millors elements de la causa han d'estar en el primer discurs i després tornar-se a trobar en el darrer. Així doncs podem veure com en el primer i cinquè llibre de les Tusculanes el to que domina és l'oratòria mentre que en el segon, el tercer i el quart el que domina és el to de la conversa. Ciceró utilitza certs recursos retòrics per afeblir l'argumentació del rival, com per exemple ignorar les argumentacions sòlides, atacar les argumentacions febles, recórrer a la ironia i a la burla per evitar una discussió vergonyosa. Com a bon orador que és, ell abans de començar a fons tempteja el terreny.